# Cordigliera centrale (Luzon)

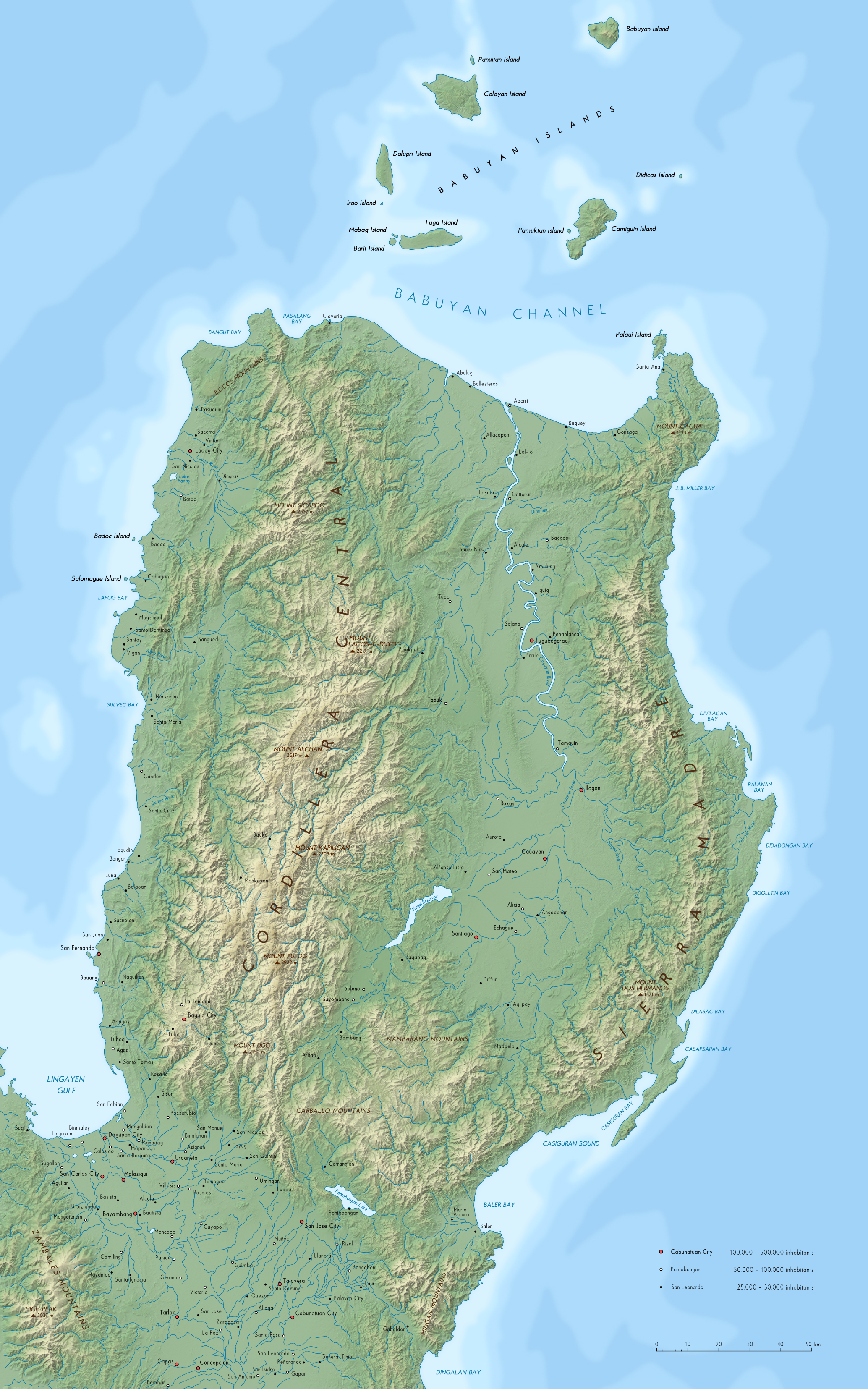
Carta topografica dell'isola di Luzon.

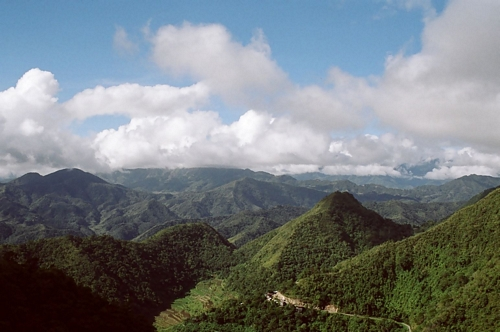
Paesaggio della Cordigliera centrale

La Cordigliera centrale (Cordillera Central) è una catena montuosa situata nel nord-ovest dell'isola di Luzon nelle Filippine. La cordigliera ricopre un'area che comprende le province di: Apayao, Abra, Benguet, Cagayan, Ifugao, Ilocos Norte, Kalinga e Mountain Province. Nell'area della cordigliera è compresa anche la città di Baguio, capoluogo della Regione Amministrativa Cordillera, situata ad oltre 1.500 m di altitudine.

## Storia
L'area della Cordillera si è sempre rivelata difficile da controllare da parte degli spagnoli. Dal 1566 al 1665 essi inviarono diverse spedizioni per sottomettere la regione, ma il terreno accidentato e la popolazione indigena ostile non resero mai possibile il completamento della conquista

## Geografia
La Cordillera Central è la catena montuosa più alta e più grande delle Filippine. Comprende circa 1/6 di tutta l'isola di Luzon, con una superficie totale di 18300 km2. La montagna più alta della catena è il Monte Pulag, 2922 m. È la seconda montagna più alta del paese, dopo il Monte Apo su Mindanao.

### Vulcani

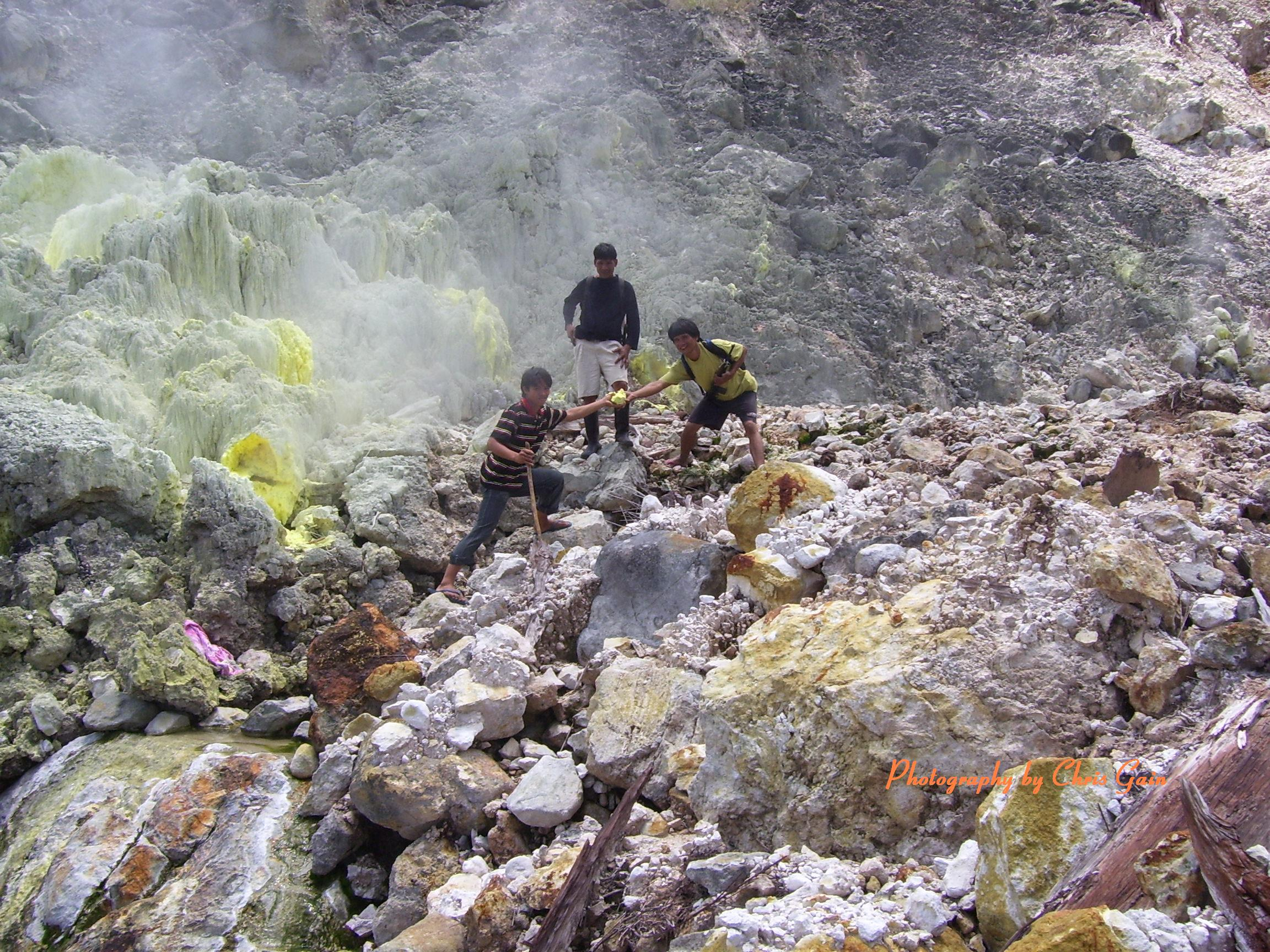
La fumarola di Djum-ag sul Monte Binuluan.

Tre vulcani ancora attivi si trovano all'interno della Cordigliera Centrale:
- Monte Binuluan (2329 m), nella provincia di Kalinga, ha delle sorgenti termali attive e delle solfatare.
- Monte Patoc (1865 m), circa 6 km a nord della città di Bontoc nella Mountain Province, ha diverse fonti termali sul versante occidentale.
- Monte Santo Tomas (2260 m), vicino alla città di Tuba nella provincia del Benguet, ha sorgenti calde sul versante occidentale.

### Popolazione
La popolazione della Cordillera è di circa 1,1 milioni di abitanti, circa il 2% della popolazione filippina. 
Al tempo della dominazione americana, il fatto che sulla Cordigliera vivessero diversi popoli non era stato ben compreso, ed essi vennero tutti accomunati sotto il nome di Igorot, che col tempo ha assunto una connotazione dispregiativa.

## Cultura e lingue
La Cordillera Central è la patria ancestrale del "popolo delle montagne". 'Questi gruppi etno-linguistici comprendono: gli Abra (Tinggian), gli Apayao (Isneg), i Benguet (Kankanaey e Ibaloi), gli Ifugao, i Kalinga , i Kankanaey. Ognuno di questi gruppi etno-linguistici ha una propria lingua (con vari dialetti) e cultura.
Nonostante la loro resistenza alle invasioni dalla pianura, la lingua economica utilizzata in tutta la Cordigliera è l'Ilocano, adottato dai commercianti della pianura.

## Galleria d'immagini

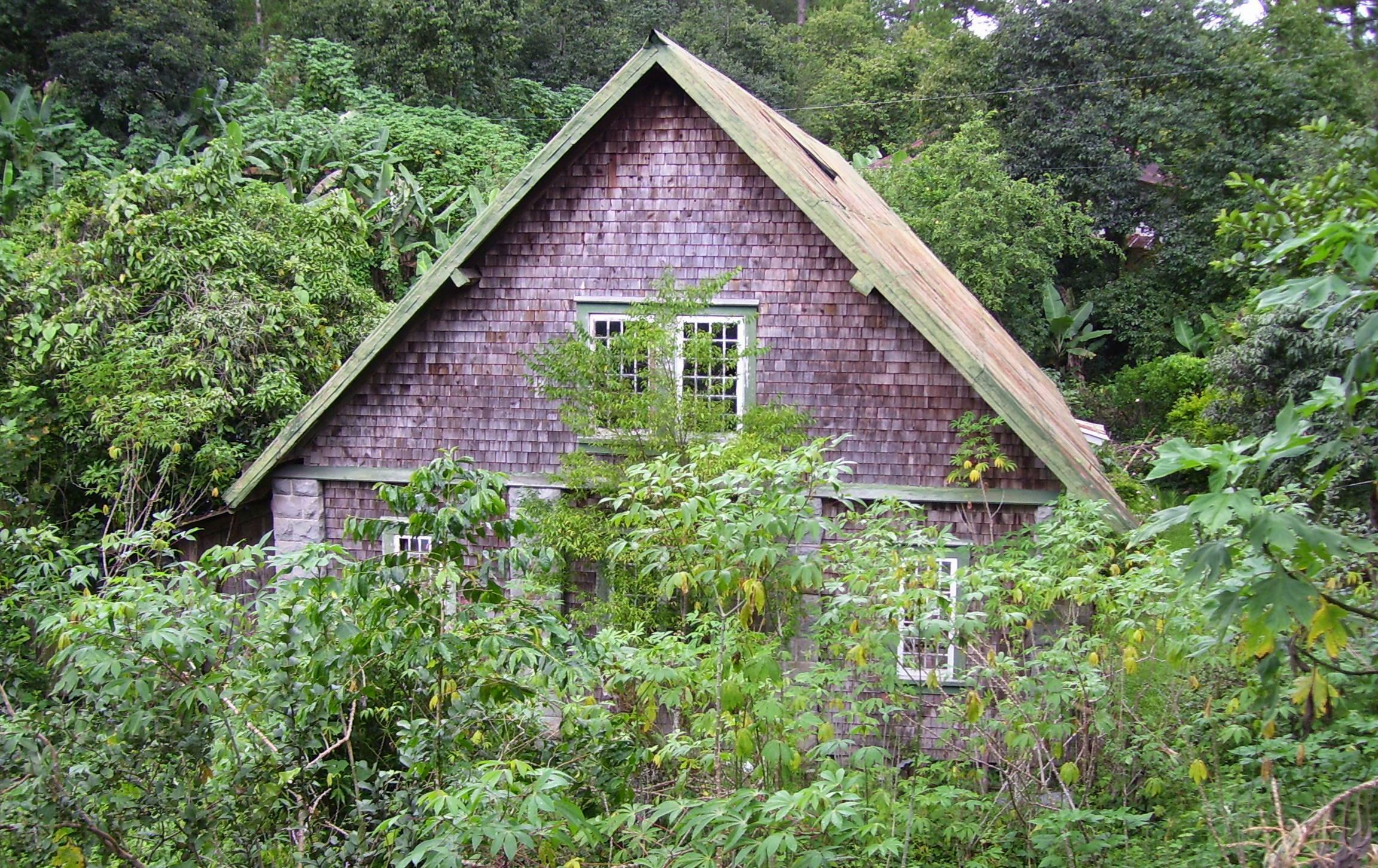
Residenza dello storico William Henry Scott a Sagada, Mountain Province.
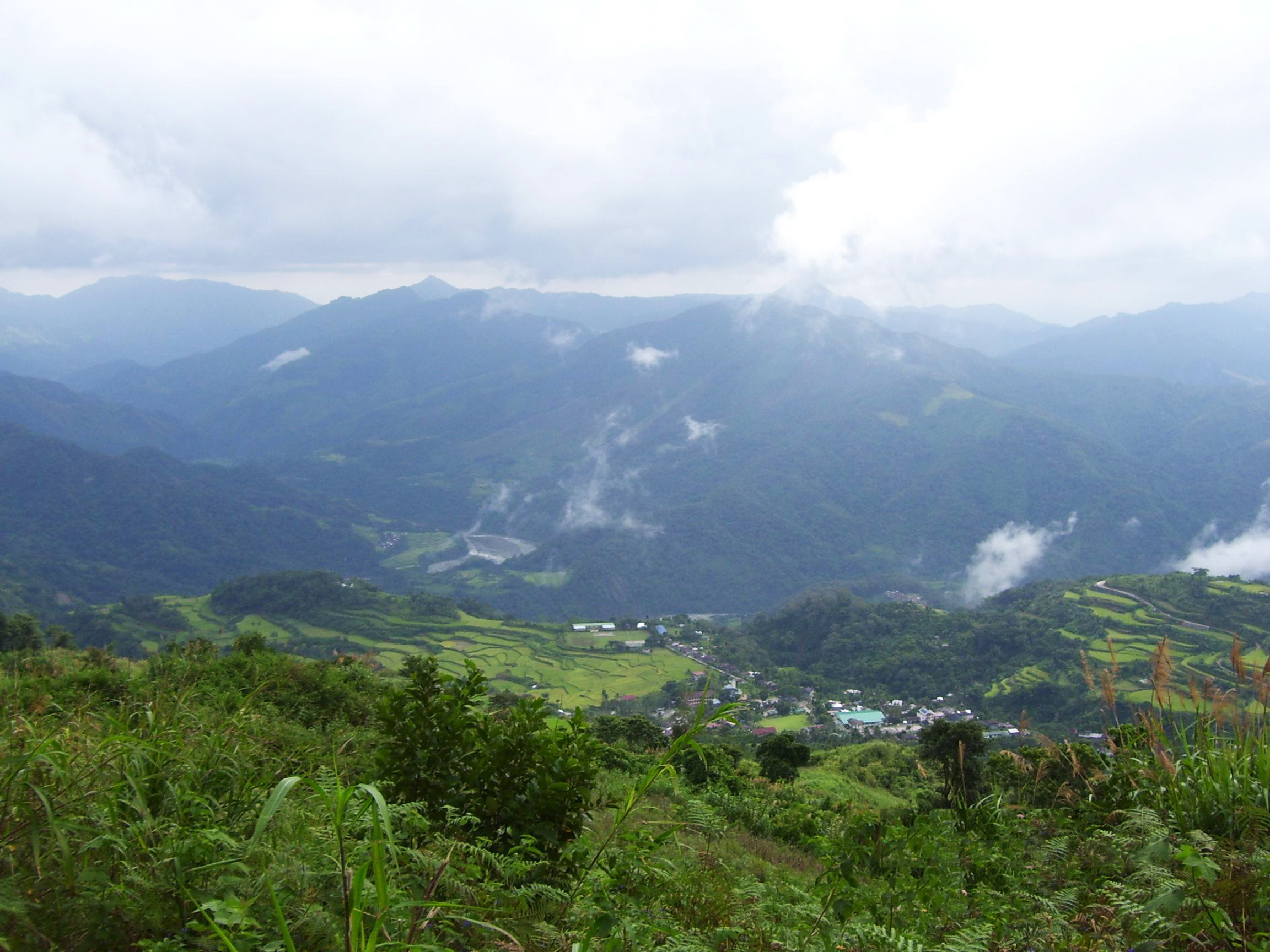
Lubuagan, antica capitale della provincia di Kalinga, vista dal Magmag-an Pass, ottobre 2007.
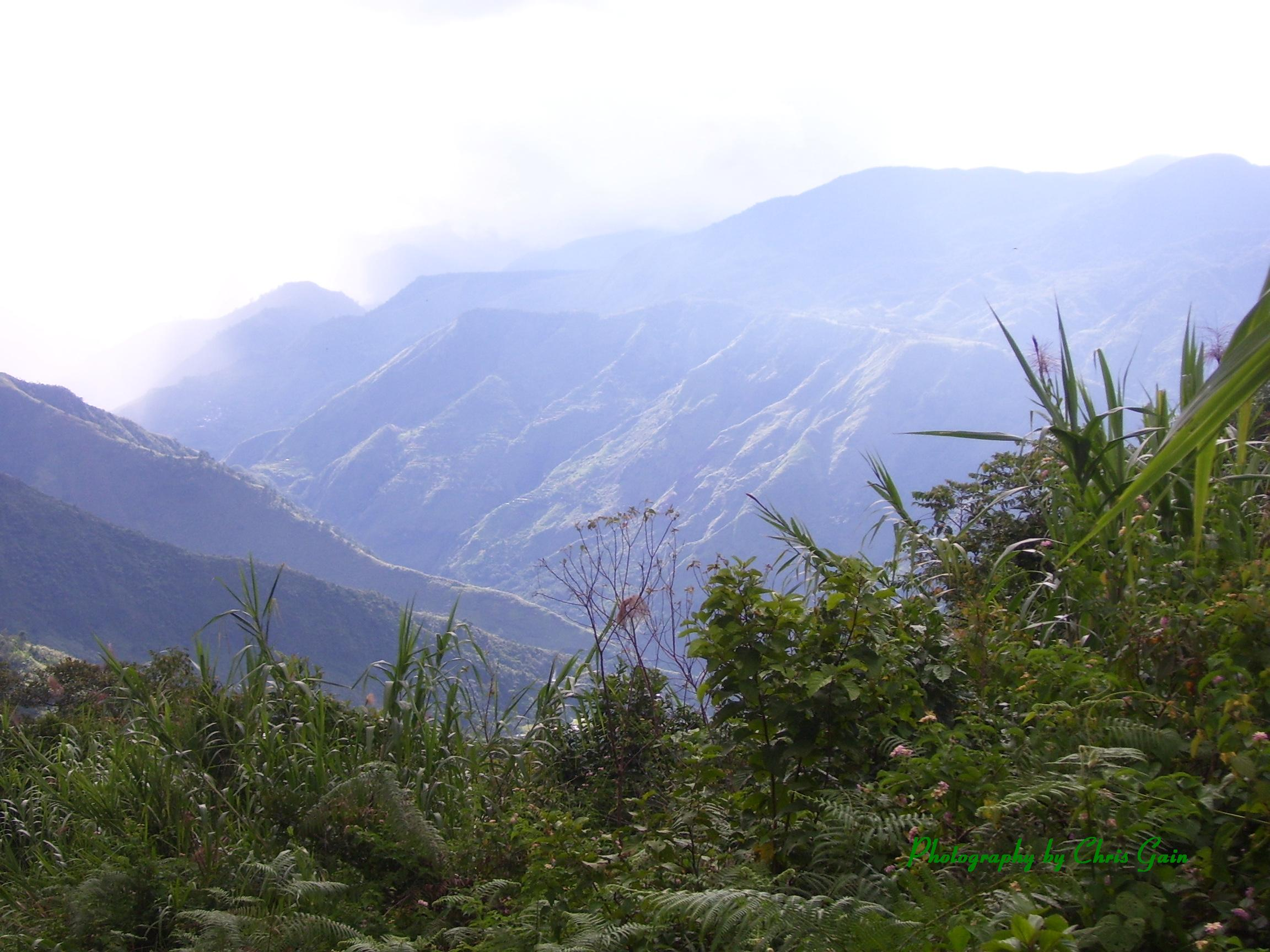
L'alta Valle del Pasil, ella provincia di Kalinga, vista dal Magmag-an Pass, luglio 2008
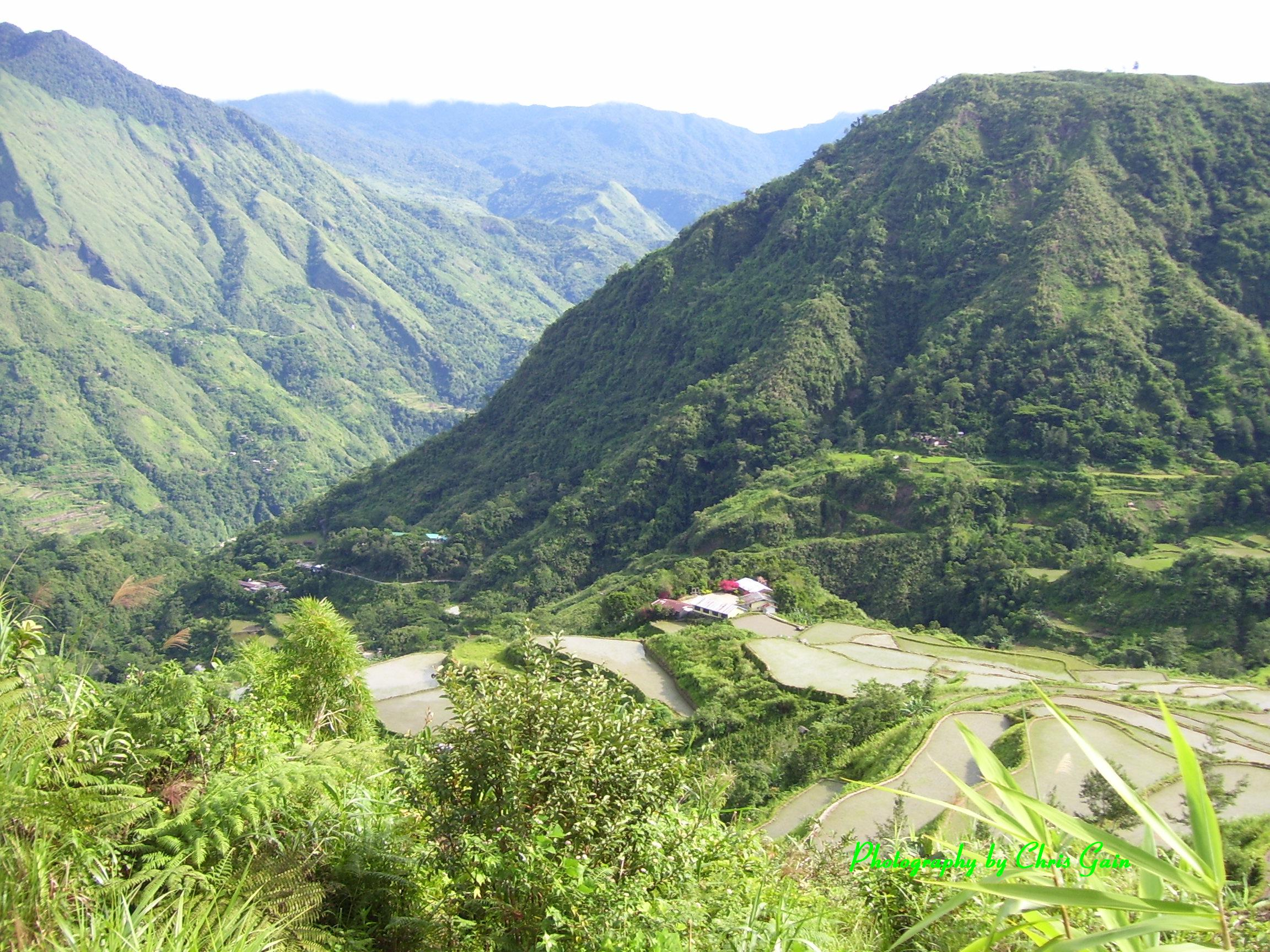
La scuola elementare di Upper Uma, nella valle del Pasil.